# Richard Brompton
 (mars 2025).
Pour les articles homonymes, voir Brompton (homonymie).
 Richard Brompton  est un portraitiste anglais du XVIIIe siècle.

## Biographie
Brompton est formé à Londres dans le studio de Benjamin Wilson. En 1757, il part continuer sa formation en Italie. Il se spécialise dans les portraits. Il revient à Londres en 1765. Emprisonné pour dettes en 1780, il part sous la protection de Catherine II pour Saint-Pétersbourg pour travailler au service de la cour impériale.